# Urobatis jamaicensis
Urobatis jamaicensis är en rockeart som först beskrevs av Georges Cuvier 1816.  Urobatis jamaicensis ingår i släktet Urobatis och familjen Urotrygonidae. IUCN kategoriserar arten globalt som livskraftig. Inga underarter finns listade i Catalogue of Life.

## Bildgalleri

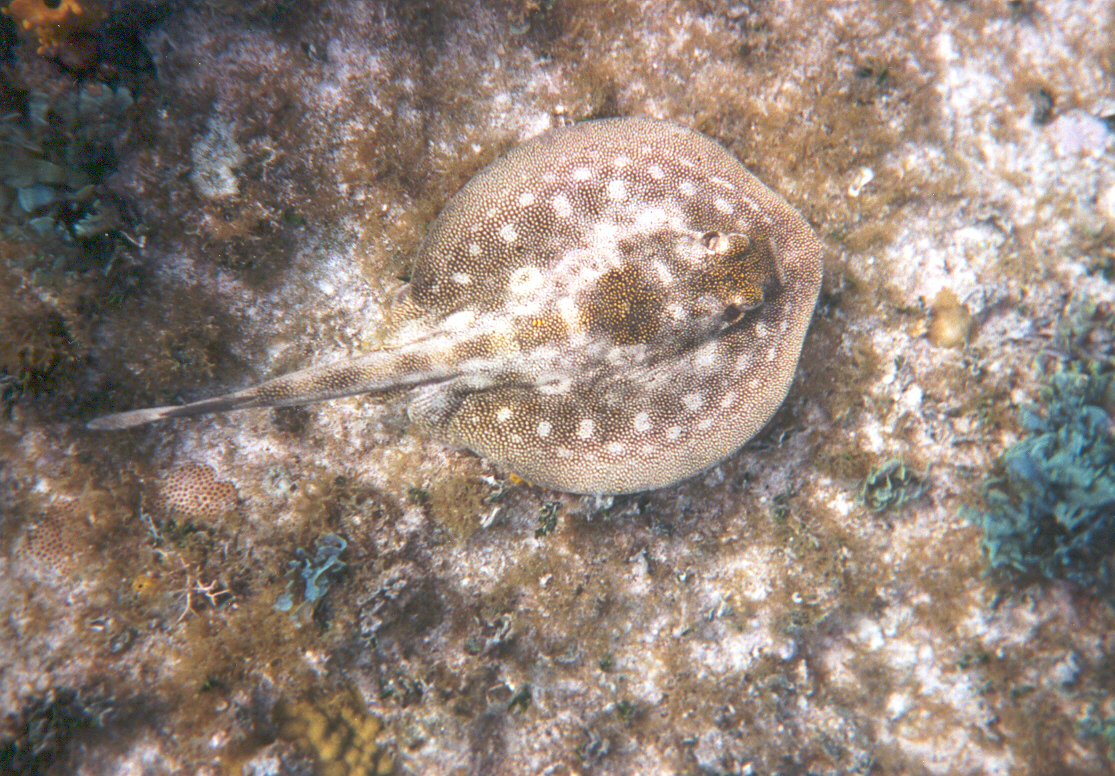
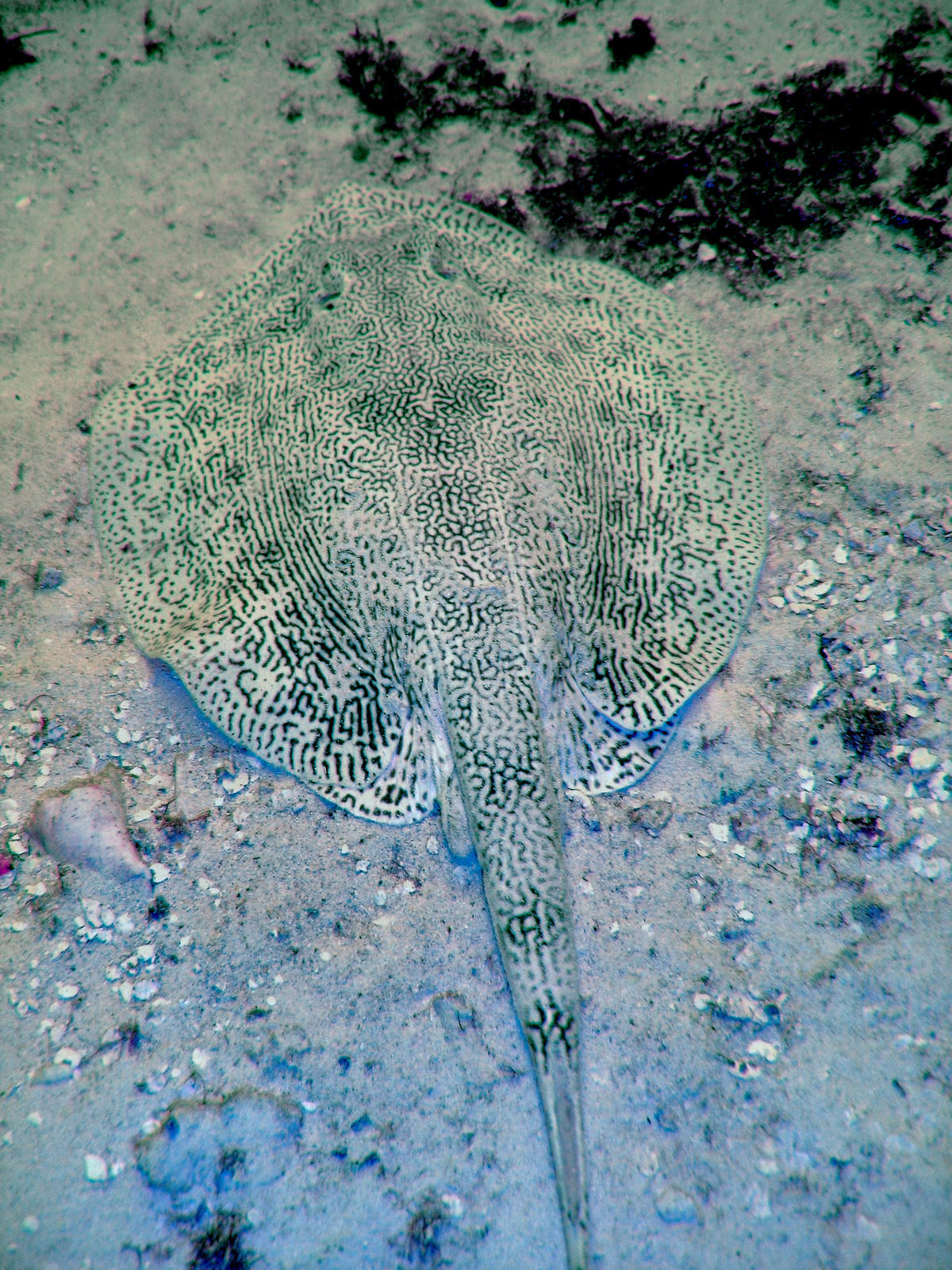
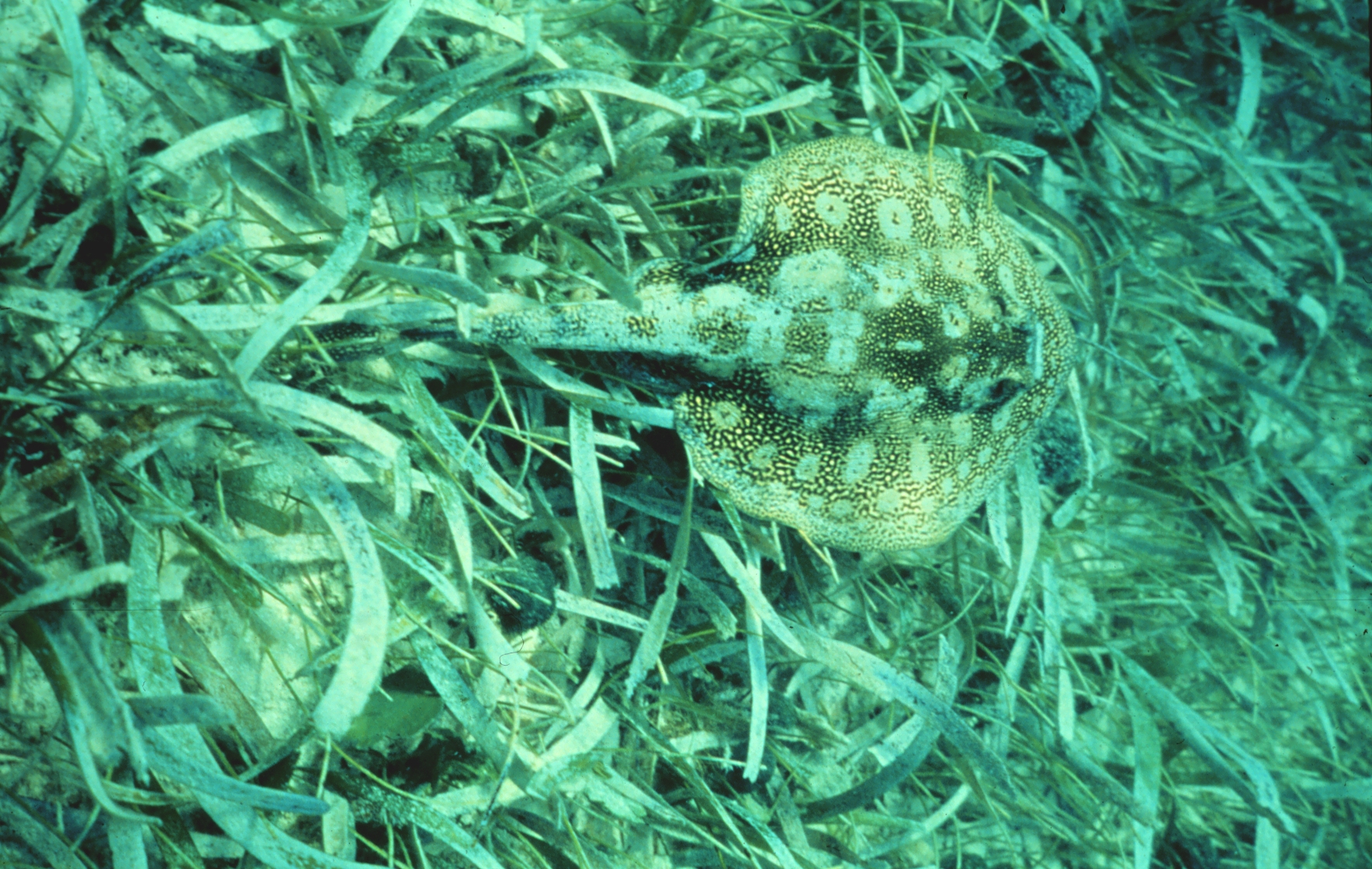
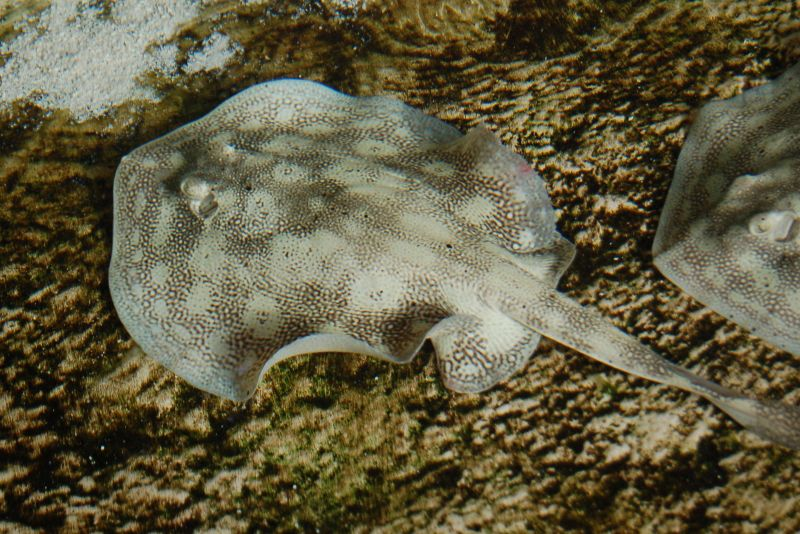
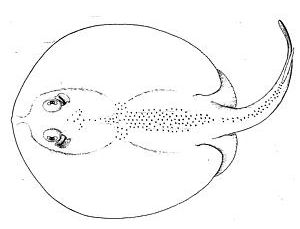